# Secretaria d'Estat d'Energia
La Secretaria d'Estat d'Energia d'Espanya és una Secretaria d'Estat de l'actual Ministeri de Transició Ecològica.

## Història
La Secretaria d'Estat d'Energia existeix des de 1996, encara que amb anterioritat la Secretaria d'Estat d'Indústria assumia les competències d'aquesta. L'àrea energètica sempre ha estat lligat al Ministeri d'Indústria. En la XII Legislatura, per primera vegada es divideixen les competències en matèria d'Energia de les d'Indústria pròpiament dites. Les primeres s'integren, al costat de Turisme i Tecnologia en el nou Ministeri d'Energia, Turisme i Agenda Digital. Per la seva banda Indústria, per primera vegada en democràcia s'integra en el Ministeri d'Economia, que passa a denominar-se de Economia, Indústria i Competitivitat.
Amb la reforma ministerial de 2018, Energia i Medi ambient es fusionen, passant aquesta Secretaria d'Estat a formar part del nou Ministeri per a la Transició Ecològica, que agrupa totes les competències energètiques i mediambientals.

## Funcions
A la Secretaria d'Estat d'Energia, li corresponen les següents funcions:
- El desenvolupament de la política energètica i minera.
- La proposta d'iniciatives legislatives i normatives de desenvolupament en l'àmbit de les competències de la Secretaria d'Estat, en coordinació amb la Secretaria General Tècnica.
- L'elaboració i, si escau, aplicació de les mesures dirigides a assegurar el proveïment energètic.
- L'elaboració de propostes sobre regulació i, si escau, aprovació de tarifes, preus de productes energètics i peatges, cànons, càrrecs, així com la retribució de les activitats dutes a terme en el marc del sector energètic d'acord amb la legislació vigent.
- La tramitació de les ajudes al carbó d'acord amb la normativa de la Unió Europea en col·laboració amb la Secretaria General Tècnica, i la participació en els grups de treball i altres activitats relacionades amb la indústria del carbó, a través de l'Institut per a la Reestructuració de la Mineria del Carbó i Desenvolupament Alternatiu de les Comarques Mineres, O.A.
- L'anàlisi i seguiment econòmic i financer dels mercats energètics.
- La regulació, seguiment i anàlisi de les subhastes de gas i electricitat.
- La realització de projeccions de demanda de productes energètics, l'anàlisi de sèries de consum i preus energètics per sectors i productes energètics, així com el seguiment dels indicadors conjunturals i sectorials energètics.
- La liquidació dels costos i ingressos dels sectors energètics.
- La inspecció del compliment de les condicions tècniques de les instal·lacions i del compliment dels requisits establerts en les autoritzacions, les condicions econòmiques i actuacions dels subjectes, quan sigui competència de la Administració General de l'Estat.
- La gestió del sistema de certificació de consum i venda de biocarburants.
- La supervisió del mercat de hidrocarburs líquids.
- L'exercici de les facultats de control, inspecció i sanció en matèria energètica, quan sigui competència de l'Administració General de l'Estat, d'acord amb el que s'estableix en la legislació vigent.
- El coneixement de la presa de participacions en el sector elèctric i d'hidrocarburs.
- L'elaboració, coordinació i anàlisi d'estudis i estadístiques energètiques, en coordinació amb la Secretaria General Tècnica.
- Fer un seguiment dels litigis internacionals referits a la normativa del sector energètic.
- Aquelles altres funcions que atribueixi la legislació vigent al Ministeri de Transició Ecològica en els sectors energètic i miner.

## Estructura
De la Secretaria d'Estat d'Energia depenen:
- Direcció general de Política Energètica i Mines.
- Gabinet del Secretari d'Estat.
- Junta Assessora Permanent.
- Advocacia de l'Estat del Ministeri.

### Organismes dependents
- El Consell de Seguretat Nuclear.
- L'Institut per a la Reestructuració de la Mineria del Carbó i Desenvolupament Alternatiu de les Comarques Mineres.
- L'Institut per a la Diversificació i Estalvi de l'Energia.
- L'Empresa Nacional de Residuos Radioactivos S.A. (ENRESA).
- La Fundació Ciutat de l'Energia.
- Fons Nacional d'Eficiència Energètica F.C.P.J.
- La Corporació de Reserves Estratègiques de Productes Petrolífers.

## Llista de Secretaris d'Estat
- Pedro Marín Uribe (2008-2011)
- Fabricio Hernández Pampaloni (2011)
- Fernando Marti Scharfhausen (2011-2012)
- Alberto Nadal Belda (2012-2016)
- Daniel Navia Simón (2016-junio 2018)[3]
- José Domínguez Abascal (junio 2018 -)[4]